# Unai Basurko
Unai Basurko, né le 2 avril 1973 à Portugalete en Biscaye, est un skipper espagnol.
Il est un participant du Vendée Globe 2008. Il a abandonné lors de la descente de l'océan Atlantique.

## Palmarès
- 1997 :
  - 1er de la coupe Commodores
- 1998 : 

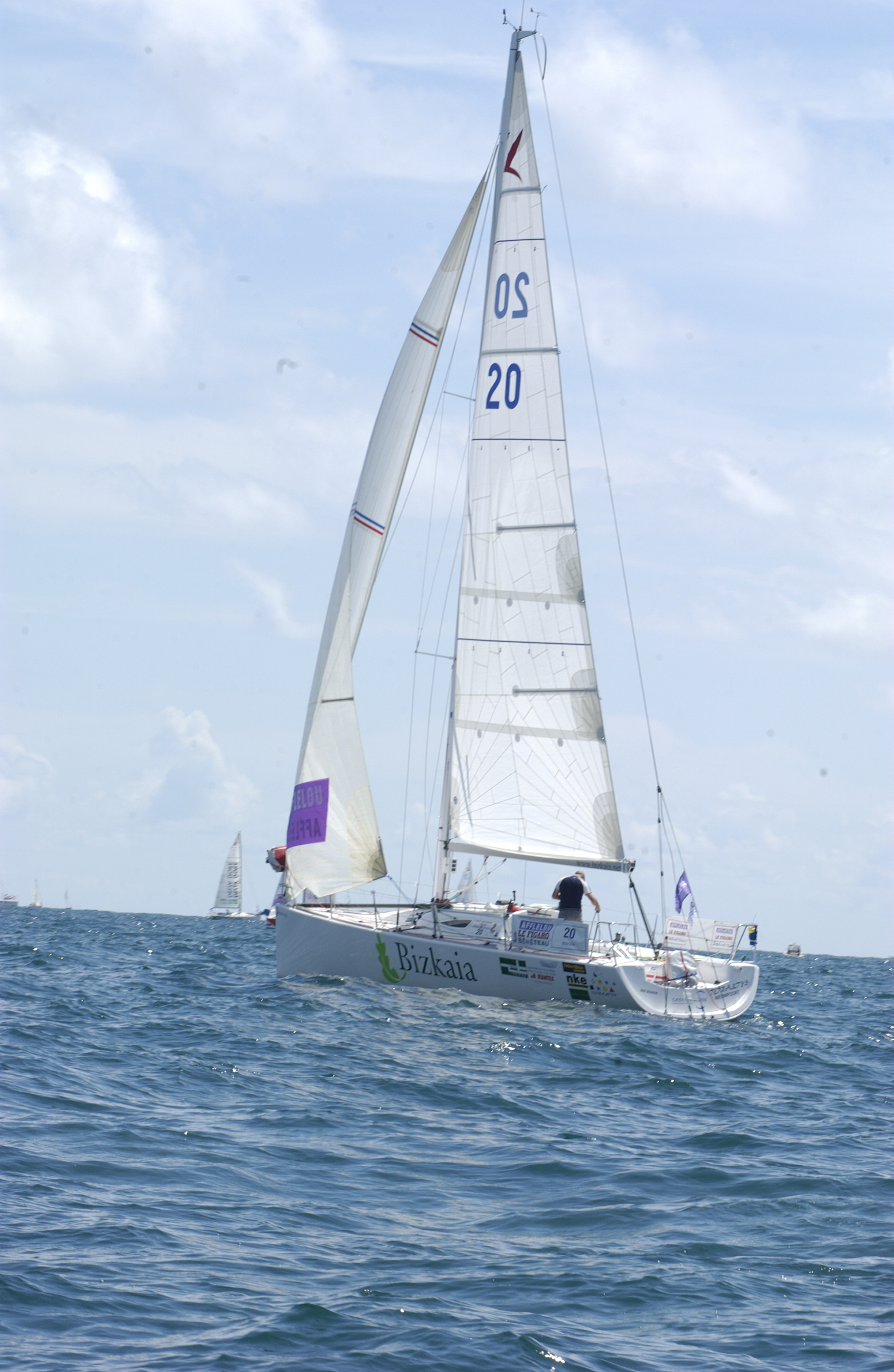
Pakea Bizkaia 2009 La Solitaire du Figaro.

  - 1er de la régatte Plymouth-San Sebastián
  - 1er de la Trans-Tasman Race
  - Tour d'Espagne à la voile
- 1999 :
  - 2e World IMS Championships
- 2003 :
  - Solitaire du Figaro
- 2004 :
  - Record de la Bilbar (Bilbao-Barcelone)
- 2007 :
  - 15e de la Transat Jacques-Vabre en catégorie IMOCA sur Pakea Bizkaia 2003 avec Gonzalo Gandarias
  - 3e de la Velux 5 Oceans sur Pakea Bizkaia
- 2008 :
  - Abandon dans le Vendée Globe sur Pakea Bizkaia 2009